# Pambuffetti PJ-01
La Pambuffetti PJ-01 est la première voiture de sport produite par le constructeur automobile italien Pambufetti, fondé en 2018 par Juri Pambuffetti. Elle est,avec Ferrari, l'une des rares marques de sportives de construction 100% italienne (Lamborghini étant désormais une branche du Groupe allemand Audi-Vw).

## Présentation
La PJ-01 est présenté au salon de Monza en juin 2021. La production est limitée à 25 exemplaires à la cadence de six véhicules construits à la main chaque année.

## Caractéristiques techniques
Le PJ-01 est conçue avec une configuration inspirée de la Formule 1. En particulier, la définition aérodynamique de la partie basse de la voiture  - spoiler avant, dessin du carénage inférieur, extracteur arrière - autorise de se passer d'aileron (il est optionnel), et se traduit par une position de conduite particulière : le pédalier est plus haut que le plancher de l'habitacle, les pieds du conducteur se trouvant à la hauteur des hanches.
Le constructeur peut se targuer d'avoir construit des avions de voltige aérienne et revendique cette expérience pour le développement de la PJ-01, en ce qui concerne les matériaux, la maitrise des flux d'air et les technologies de bord. 

### Motorisation

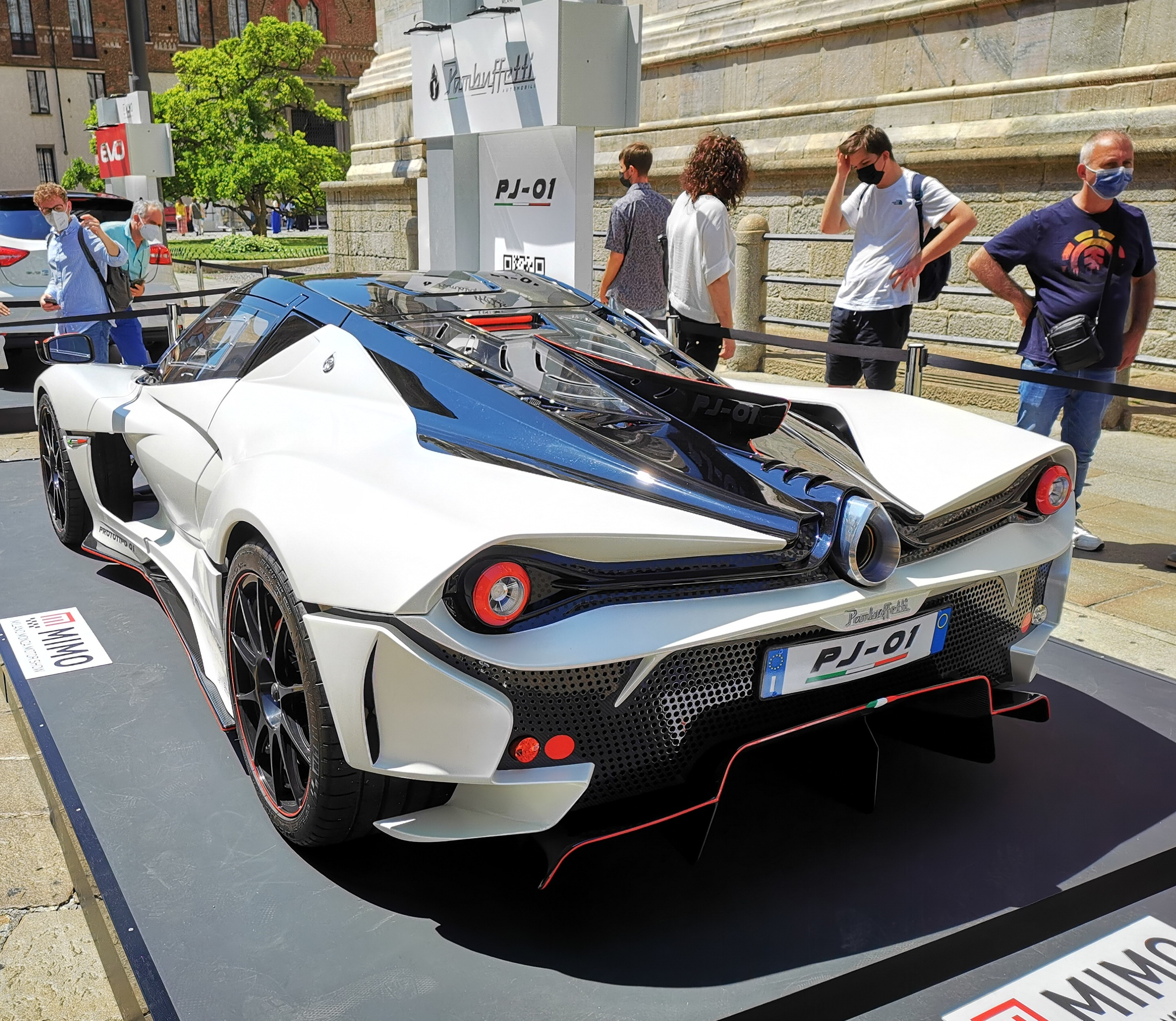
Pambuffetti PJ-01 vue de l'arrière.

Elle est équipée d'un moteur central V10 atmosphérique de 5,2 litres, qui équipe notamment la Lamborghini Huracán, dans sa version "Trofeo" (compétition) avec une puissance variable de 700 à 820 ch, annonce un 0 à 100 km/h en moins de 3 secondes et une vitesse de pointe de 320 km/h.
La boîte de vitesses est une X-TRAC transversale à six rapports, commandée par palettes au volant. Toutefois, pour la première vitesse, l'embrayage est mécanique, comme sur les monoplaces de compétition, ce qui autorise un contrôle fin du départ arrêté par le pilote, et non par un automatisme.
La PJ-01 est dotée de portes papillon et son volant de route, peut  être retiré pour être remplacé par un volant pour circuit, conçu sur la base de celui utilisé en Formule 1.

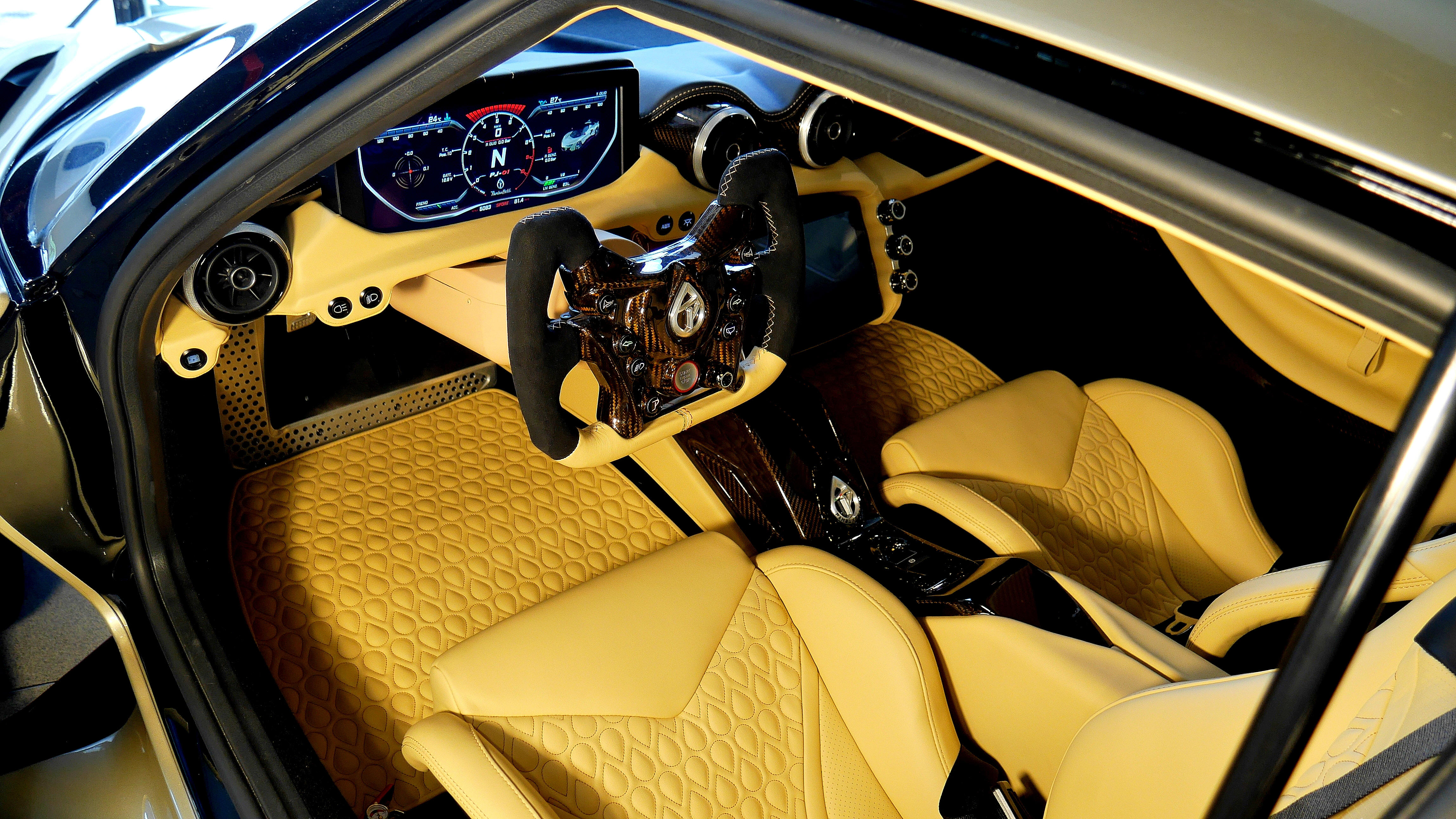
Cockpit Pambuffetti PJ-01